# Sofia Vasilyevna Kovalevskaya
Sofia Vasilyevna Kovalevskaya (tiếng Nga: Со́фья Васи́льевна Ковале́вская) (15 tháng 1 [lịch cũ 3 tháng 1] năm 1850 – 10 tháng 2 [lịch cũ 29 tháng 1] năm 1891). Tên phiên âm là Cô-va-lép-xkai-a. Bà là nhà toán học lớn của Nga, với nhiều đóng góp quan trọng cho các ngành thống kê, phương trình vi phân và cơ học, và là người phụ nữ đầu tiên được trao học hàm giáo sư toàn diện ở Bắc Âu.
Có một số cách chuyển tự tên của bà. Bà thường hay sử dụng tên Sophie Kowalevski (hoặc thỉnh thoảng Kowalevsky), khi xuất bản khoa học. Sau khi chuyển sang sống tại Thụy Điển, bà gọi mình là Sonya.

## Thơ ấu
Sofia Kovalevskaya (nhũ danh Korvin-Krukovskaya), sinh tại Moskva, là con thứ hai trong gia đình có ba người con. Cha của bà, Vasily Vasilyevich Korvin-Krukovsky, là Trung tướng Pháo binh phục vụ trong Quân đội Đế quốc Nga. Mẹ của bà, Yelizaveta Fedorovna Schubert, là một phụ nữ có học thức thuộc gốc Đức còn bà của Sofia là người Rumani. Họ là những người thắp lên niềm say mê toán học cho bà và mướn cho bà một gia sư, (A. N. Strannoliubskii, một nhân vật nổi tiếng về ủng hộ quyền học cao của phụ nữ) để dạy cho bà môn số học. Cũng trong thời gian đó, một đứa con trai của một tu sĩ trong vùng đã giới thiệu thuyết hư vô cho bà.
Tuy tài năng toán học của bà thể hiện khá rõ, bà không thể hoàn tất việc học hành tại Nga. Vào thời đó, phụ nữ không được phép đi học đại học. Để được đi học ở nước ngoài, bà cần thư viết tay của cha (hoặc chồng). Vì vậy, bà đã dựng nên một cuộc "kết hôn giả" với Vladimir Kovalevsky, người đang là sinh viên ngành cổ sinh vật học, sau này nổi tiếng khi cộng tác với Charles Darwin. Họ rời khỏi nước Nga vào năm 1867.

## Thời sinh viên
Năm 1869, Kovalevskaya nhập học trường Đại học Heidelberg, Đức, nơi cho phép bà được dự thính các lớp miễn là được sự cho phép của giáo sư dạy lớp đó.
Một thời gian ngắn sau đó, bà đến Luân Đôn cùng với Vladimir, do Vladimir có công việc hợp tác cùng Thomas Henry Huxley và Charles Darwin, còn bà thì được mời tham gia vào những cuộc mạn đàm ngày Chủ nhật của George Eliot. Tại đó, vào tuổi 19, bà gặp Herbert Spencer và được Eliot dẫn dắt vào một cuộc tranh luận về "khả năng tư duy trừu tượng của phụ nữ".
Sau hai năm học toán tại Heidelberg cùng với các thầy giáo như Helmholtz, Gustav Robert Kirchhoff và Robert Bunsen, bà chuyển đến Berlin, và đi học riêng với Karl Weierstrass, vì trường đại học ở đây không cho phép bà đi học cả dự thính.
Vào năm 1874 bà trình ba bài báo—về phương trình vi phân bán phần, về sự chuyển động của vành sao thổ và tích phân ê-líp—cho Đại học Göttingen xem như là luận văn tiến sĩ của mình. Với sự ủng hộ của Weierstrass, bà tốt nghiệp tiến sĩ toán học với loại xuất sắc, bỏ qua các môn học và những kỳ thi bắt buộc.
Từ đó bà trở thành người nữ đầu tiên ở châu Âu có được học vị này. Bài báo của bà về phương trình vi phân bán phần có mô tả một định lý mà ngày nay được biết đến với tên Định lý Cauchy-Kovalevski, nêu ra những điều kiện đẻ xác định sự tồn tại lời giải cho một nhóm phương trình đó.

## Năm cuối đời ở Đức và Thụy Điển

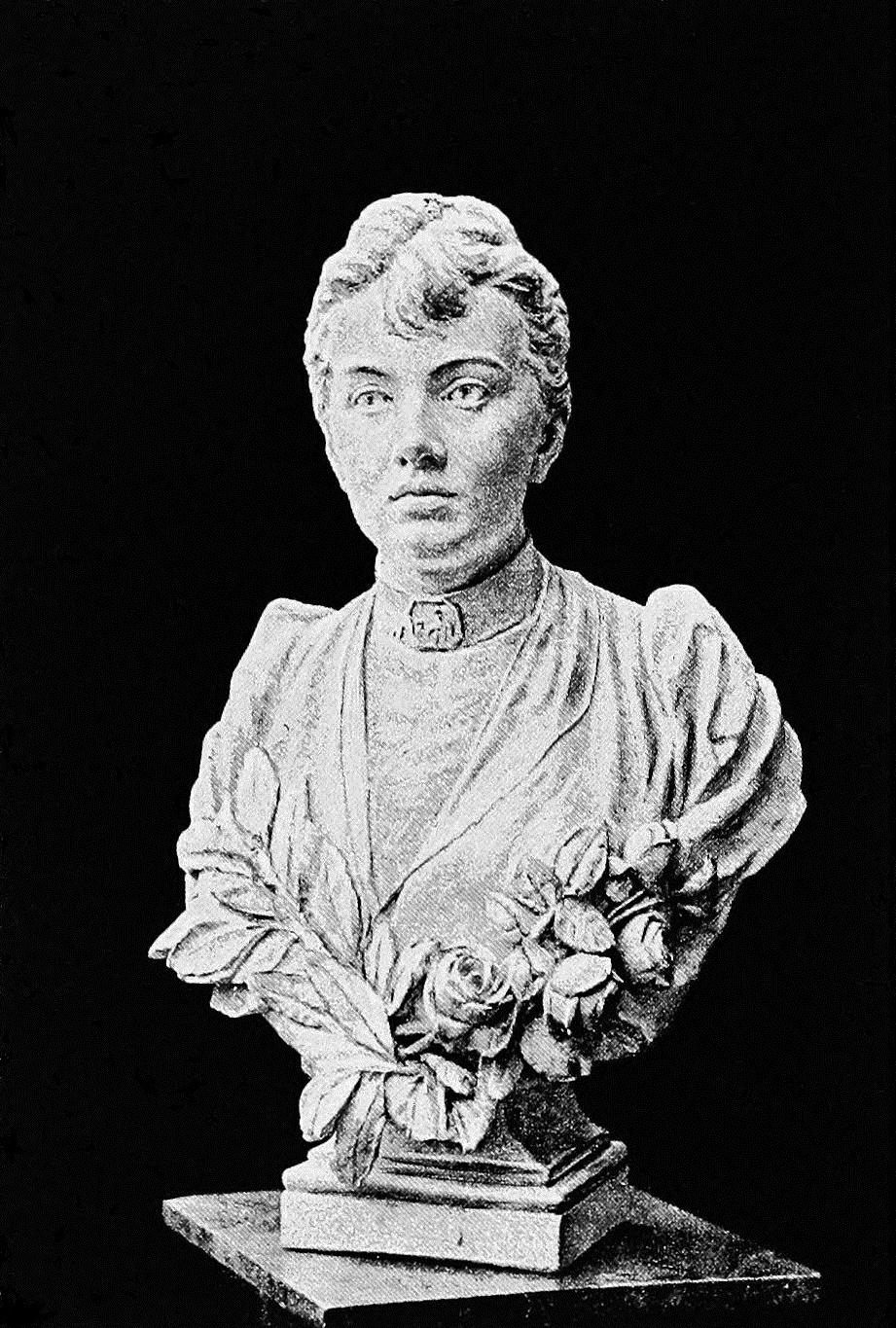
Tượng bán thân. Tác giả: Walter Runeberg

Gia đình Kovalevsky trở lại Nga, nhưng không được công nhận chức danh giáo sư vì chính kiến có phần cấp tiến của họ. Thất vọng, họ quay trở lại Đức. Vladimir, người thường xuyên bị chứng thay đổi cảm xúc, dần trở nên không ổn định nên họ sống cách ly trong phần lớn thời gian. Sau đó, vì một lý do nào đó, họ quyết định sống vài năm với nhau như vợ chồng thật sự. Trong thời gian này họ có được một đứa con gái Sofia (còn gọi là "Fufa"). Sau một năm dành thời gian để nuôi nấng con, Kovalevskaya gửi Fufa cho chị gái chăm sóc để tiếp tục nghiên cứu toán học và rời bỏ Vladimir. Vào năm 1883, với chứng thay đổi cảm xúc ngày càng tệ và có nguy cơ bị kiện vì lừa đảo chứng khoán, Vladimir đã tự tử .
Vào năm đó, với sự trợ giúp của nhà toán học Gösta Mittag-Leffler, trước đây cùng là sinh viên của Weierstrass, Kovalevskaya được trao học hàm privat-docent (một dạng phó giáo sư không ăn lương) tại Đại học Stockholm ở Thụy Điển.
Một năm sau đó (1884) bà được chỉ định vào vị trí "Professor Extraordinarius" (giáo sư không có ghế) và trở thành biên tập viên của Acta Mathematica. Vào năm 1888 bà giành giải Prix Bordin của Viện hàn lâm Khoa học Pháp, vì công trình "Mémoire sur un cas particulier du problème de le rotation d'un corps pesant autour d'un point fixe, où l'intégration s'effectue à l'aide des fonctions ultraelliptiques du temps" của bà. Bài báo này có một phát hiện nổi tiếng ngày nay được biết đến với tên "Đỉnh Kovalevskaya".
Vào năm 1889 bà được chỉ định làm "Professor Ordinarius" (giáo sư có ghế) tại Đại học Stockholm, trở thành người phụ nữ đầu tiên nắm giữ vị trí này tại một trường đại học ở Bắc Âu. Sau khi được tích cực vận động (và có sự thay đổi về điều lệ của Viện hàn lâm) bà được trao ghế Chủ tịch trong Viện hàn lâm Khoa học Nga, nhưng chưa bao giờ được chấp nhận hàm giáo sư tại Nga.
Kovalevskaya cũng viết một vài công trình không liên quan đến toán học, như cuốn hồi ký, Thời thơ ấu ở Nga, kịch (cộng tác với Nữ bá tước Anne Charlotte Edgren-Leffler) và một tiểu thuyết dạng hồi ký, Cô gái theo thuyết hư vô (1890).
Bà chết vì bệnh cúm vào năm 1891 vào tuổi 41, khi vừa mới trở về từ chuyến đi đến Genoa. Bà được chôn cất tại Solna, Thụy Điển, tại Norra begravningsplatsen

## Tác phẩm chọn lọc
- Kowalevski, Sophie (1875), "Zur Theorie der partiellen Differentialgleichung", Journal für die reine und angewandte Mathematik, 80: 1–32[liên kết hỏng] (The surname given in the paper is "von Kowalevsky".)
- Kowalevski, Sophie (1884), "Über die Reduction einer bestimmten Klasse Abel'scher Integrale 3ten Ranges auf elliptische Integrale", Acta Mathematica, 4 (1): 393–414, doi:10.1007/BF02418424
- Kowalevski, Sophie (1885), "Über die Brechung des Lichtes In Cristallinischen Mitteln", Acta Mathematica, 6 (1): 249–304, doi:10.1007/BF02400418
- Kowalevski, Sophie (1889), "Sur le probleme de la rotation d'un corps solide autour d'un point fixe", Acta Mathematica, 12 (1): 177–232, doi:10.1007/BF02592182
- Kowalevski, Sophie (1890), "Sur une propriété du système d'équations différentielles qui définit la rotation d'un corps solide autour d'un point fixe", Acta Mathematica, 14 (1): 81–93, doi:10.1007/BF02413316
- Kowalevski, Sophie (1891), "Sur un théorème de M. Bruns", Acta Mathematica, 15 (1): 45–52, doi:10.1007/BF02392602